# Torsten Haß
Torsten Haß (*  1970 in Neumünster; Pseudonym: Kim Godal) ist ein deutscher Bibliothekar und Autor.

## Leben und Schaffen
Nach Abitur am Friedrich-Wöhler-Gymnasium Singen, Zivildienst im heutigen Hegau-Bodensee-Klinikum Singen und seinem Abschluss als Diplom-Bibliothekar (FH) an der heutigen Hochschule der Medien in Stuttgart leitete Haß ab 1997 die Hochschulbibliothek Kehl/Rhein. Im Jahr 2009 war er dort verantwortlich für den Bibliotheksumbau und die Einführung der RFID-Mediensicherung/Medienverbuchung. Im Jahr 2014 wechselte er als Bibliotheksleiter an die Gemeindebücherei Bobenheim-Roxheim. Seit 2015 leitet er die Hochschulbibliothek Ludwigshafen am Rhein, wo er unter anderem ebenfalls die RFID-Mediensicherung/Medienverbuchung einführte und für Planung und Begleitung eines Bibliotheksneubaus zuständig ist. Während seiner bibliothekarischen Tätigkeit arbeitete er nebenbei als Journalist und Schriftsteller.
Von 2001 bis 2004 war Haß Referent für Presse- und Öffentlichkeitsarbeit an der Hochschule Kehl. Außerdem arbeitete er für das Internet-Radio office-radio.de und veröffentlichte unter anderem in der Verwaltungszeitung Baden-Württemberg des baden-württembergischen Verbands der Verwaltungsbeamten, in Die Gemeinde/BWGZ und
der Boorberg-Zeitschrift apf: Ausbildung, Prüfung, Fortbildung. Von 2006 bis 2011 war Haß freier Journalist für die Mittelbadische Presse (Kehler Zeitung, Offenburger Tageblatt, baden-online.de), vornehmlich als Gerichtsreporter an den Amtsgerichten Kehl und Offenburg. Im Jahr 2009 veröffentlichte Haß außerdem in Der Freitag online. Von 2009 bis 2015 publizierte Haß in verwaltungmodern.de, dem damaligen gemeinsamen Weblog der Hochschulen Kehl und Ludwigsburg.
Von 2018 bis 2022 war Haß Vorstand der Arbeitsgemeinschaft rheinland-pfälzischer Hochschulbibliotheken, von 2019 bis 2022 stellvertretender Vorsitzender des Beirats für das Wissenschaftliche Bibliothekswesen, eines Beratungsgremiums des Wissenschaftsministeriums Rheinland-Pfalz.
Haß ist verheiratet, hat drei Kinder und lebt in Eppelheim.

## Werke

### Sach- und Fachbücher
- Eb(en)d(a). Festschrift für Hellmut Vogeler (als Herausgeber). Rieber, Stuttgart 1996, ISBN 3-928980-08-4.
- Arbeitgebermarke Bibliothek mit k(l)einem Budget. Eine Einführung mit Übungen. Spatz, Ludwigshafen 2021, ISBN 979-8-7215-2758-6.
- Das Ende der Gemütlichkeit. Entwurf eines Fundraising-Konzepts für kleine und mittlere Wissenschaftliche Bibliotheken am Beispiel der Hochschulbibliothek Ludwigshafen. Spatz, Ludwigshafen 2021, ISBN 979-8-7215-2300-7.
- Wohnriester und Erbbau. Ein aktuelles Fallbeispiel. Spatz, Ludwigshafen 2021. ISBN 979-8-7291-2181-6.
- mit Guido Oh: WirUs. Zwei Jahre Corona-Pandemie an der Hochschulbibliothek Ludwigshafen/Rhein. Spatz, Ludwigshafen 2022, ISBN 979-8-7208-3502-6.
- mit Anna Brisbois u. a.: Bibliotheken für Dummies. 3., überarbeitete Auflage. Wiley-VCH, Weinheim 2024, ISBN 1-345-59203-5.

### Belletristik
Einflüsse
Haß’ belletristisches Werk ist durch Einflüsse wie von Victor Hugo und Edgar Allan Poe einerseits stark dem 19. Jahrhundert verhaftet. Andererseits dienten für Haß’ Neigung zum Absurden Franz Kafka und Monty Python als Inspirationsquelle. Weitere Quellen sind beispielsweise für den Romanzyklus Die Schwarze Zeit die mittelalterlichen Werke Parzival, Iskandernāme und Sirat al-Zahir Baibars. Zu den Sachquellen, die Haß verarbeitet, gehören unter anderem der Kilgour-Matas-Untersuchungsbericht, aus dem sich Teile der Handlung von Totenquintett speisen, sowie für das Buch Männchensache Haß’ Arbeit als Gerichtsreporter bei der Mittelbadischen Presse.
Romane und Erzählungen
Das erzählende Werk von Haß erschien unter dem Pseudonym Kim Godal und umfasst vorwiegend Krimis wie eine Regionalkrimi-Trilogie um ein Heidelberger Ermittler-Trio sowie historische Romane wie den vom Fantasy-Genre beeinflussten Mittelalter-Romanzyklus Die Schwarze Zeit.
- Totenmelodie. Ein Kurpfalz-Krimi. Spatz, Ludwigshafen 2020, entstanden 2017.[21] ISBN 979-8-5575-3619-6.
- Totenquintett. Ein Kurpfalz-Krimi. Spatz, Ludwigshafen 2020, entstanden 2018.[21] ISBN 979-8-5624-2870-7.
- Männchensache. Rechtsfälle zur Vorbereitung im Geschlechterkampf – Roman. Spatz, Ludwigshafen 2020, entstanden 2009.[22] ISBN 979-8-5514-2287-7.
- Das Kartenhaus. Ein Betrugs-Roman. Spatz, Ludwigshafen 2021, entstanden 2002.[23] ISBN 979-8-5791-5993-9.
- Der König des Schreckens. Ein Vatikan-Krimi. Spatz, Ludwigshafen 2021, entstanden 2013.[21] ISBN 979-8-5260-7222-9.
- Morddeich und andere Kurzprosa. Spatz, Ludwigshafen 2021. ISBN 979-8-7467-2772-5.
- Die Schwarze Zeit. Ein Mittelalter-Roman. Band 1–6. Spatz, Ludwigshafen 2021, entstanden 2006–2011.[22]
- Totentraum. Ein Kurpfalz-Krimi. Spatz, Ludwigshafen 2021, entstanden 2019.[21] ISBN 979-8-5624-3820-1.
- Das Vergehen. Die Unerwünschte. Zwei Erzählungen. Spatz, Ludwigshafen 2022. ISBN 979-8-4684-8945-1.
- Die Brandnote. Roman in drei Sätzen. Spatz, Ludwigshafen 2022, entstanden 2004.[22] ISBN 979-8-4810-4011-0.
- Männchen oder Die wahre Geschichte vom Rumpelstilzchen. Roman. Spatz, Ludwigshafen 2023. ISBN 979-8-8592-5863-5.
- Die Einflößung. Roman. Spatz, Ludwigshafen 2024, entstanden 2000.[23] ISBN 979-8-3414-7477-2.
- Die Getriebenen. Ein Barock-Roman. Band 1–2. Spatz, Ludwigshafen 2024, entstanden 1991–1999.[23]
- Mino Ghizzolo. Die Falle. Fluch und Segen. Drei Erzählungen. Spatz, Ludwigshafen 2024. ISBN 979-8-3428-1702-8.

Dramen
- Die Staatsschuld – In a State of Bonds. Drama. Spatz, Ludwigshafen 2020. ISBN 979-8-6967-0078-6.
- En Nuit. Dramolett. Spatz, Ludwigshafen 2021. ISBN 979-8-5260-6467-5.
- Omega oder Das Hochzeitsmahl. Drama. Spatz, Ludwigshafen 2021, entstanden 2020.[21] ISBN 979-8-5260-6063-9.
- Die Pulververschwörung – La Conspiration des Poudres. Libretto der Deutschen Fassung (als Herausgeber). Spatz, Ludwigshafen 2022. ISBN 979-8-4392-8822-9.
- Kastanienallee: Tragikomödie nach Motiven aus dem „Buch der Katastrophen“ und anderen Texten von Hermann Harry Schmitz. Spatz, Ludwigshafen 2023. ISBN 979-8-8503-6852-4.
- Laios, Vater des Ödipus. Drama. Spatz, Ludwigshafen 2024. ISBN 979-8-3260-5860-7.

Lyrikbände
- Das Christkind taumelt betrunken im Wald, der Weihnachtsmann torkelt nicht minder. Winter- und Weihnachtsgedichte. Spatz, Ludwigshafen 2020. ISBN 979-8-6984-5306-2.
- Es wiehert der Gaul, es graset das Pferd – Es machte auch nichts, wär’s mal umgekehrt. Liebesgedichte und andere. Spatz, Ludwigshafen 2020. ISBN 979-8-5521-3503-5.

### Unselbständig erschienene Publikationen
Zwischen 1989 und 2021 entstandene nicht-bibliothekarische Aufsätze und Essays erschienen 2021 in dem Sammelband Der Verlust der Magie. Darüber hinaus verfasste Haß zwischen 2002 und 2015 Rezensionen für die Internet-Zeitung der heutigen Hochschule Kehl, deren nachfolgenden Weblog verwaltungmodern.de sowie die DGM-Mitteilungen der Deutschen Gesellschaft für Meeresforschung. Im Jahr 2021 erschienen diese Rezensionen großteils in einer mehrbändigen Buch-Ausgabe.
Torsten Haß hat eine Reihe von Artikeln in bibliothekarischen Fachzeitschriften veröffentlicht, u. a. in Bibliotheken heute, Bücherei und Bildung und Bibliotheksdienst.